# Pikku Säytsjärvi
Pikku Säytsjärvi, Samiska: Uhcit Seavžejávri eller Uccâ Sevžjáávráš är en sjö i Finland. Den ligger i kommunen Enare i landskapet Lappland, i den norra delen av landet, 1 000 km norr om huvudstaden Helsingfors. Pikku Säytsjärvi ligger 221 meter över havet. Omgivningarna runt Pikku Säytsjärvi är i huvudsak ett öppet busklandskap. Arean är 80,2 hektar och strandlinjen är 7,83 kilometer lång. Sjön  ingår i Pasvik älvs huvudavrinningsområde. 